# Campionato italiano maschile di pallanuoto
Il campionato italiano maschile di pallanuoto è un insieme di tornei pallanuotistici maschili nazionali istituiti dalla Federazione Italiana Nuoto (FIN). I campionati sono suddivisi e organizzati in 5 livelli. La massima divisione è la Serie A1, composta da 14 squadre; la seconda divisione è la Serie A2, divisa in due gironi, nord e sud, anch'essi ognuno da 12 squadre; a questi segue la Serie B, composta da 40 squadre, suddivise in 4 gironi; la Serie C (75 squadre nella stagione 2023/2024) e infine la Promozione, organizzata anch'essa in gironi regionali. I tornei maschili vedono la loro prima edizione nel 1912, dove si svolse il primo campionato riconosciuto, composto da una sola divisione, a cui parteciparono due squadre, Genoa e Partenope, che si giocarono il titolo in una singola partita vinta dal Genoa.

## I campionati

### Serie A1
La Serie A1 è la massima divisione del campionato italiano. Al torneo partecipano 14 squadre racchiuse in un unico girone. Al termine della prima fase della competizione, chiamata regular season, le prime otto classificate partecipano alla fase dei play-off, composti da quarti di finale, semifinali e finale, mentre l'ultima e la penultima retrocedono direttamente in Serie A2.

### Serie A2
La Serie A2 è la seconda divisione del campionato italiano. Al torneo partecipano 24 squadre, che vengono suddivise in due gironi in base alla posizione geografica delle squadre, composto ognuno da dodici sodalizi, il girone nord e il girone sud. Al termine della prima fase della competizione le prime quattro classificate di ogni girone partecipano alla fase dei play-off, composti da quarti di finale, semifinali e finale. La decima e la undicesima ai play-out e l'ultima di ogni girone retrocede direttamente in Serie B.

### Serie B
La serie B è la terza divisione del campionato italiano. Al torneo partecipano 40 squadre, che vengono suddivise in  quattro gironi composti da dieci squadre. Al termine della prima fase della competizione le prime quattro, non più due, (modifica introdotta nell'annata 2022-23)  prime classificate partecipano alla fase dei play-off, la ottava e la nona ai play-out e la decima di ogni girone retrocede direttamente in Serie C.

### Serie C
La Serie C è la quarta divisione del campionato italiano. Al torneo partecipano 82 squadre, che vengono suddivise in gironi regionali composti da almeno quattro squadre. Se il numero minimo non viene raggiunto la sezione pallanuotistica della FIN, insieme ai Comitati Regionali, concordano la composizione di gironi interregionali. Al termine della stagione otto squadre vengono promosse in Serie B e sedici vengono retrocesse in Promozione

### Promozione
La Promozione è la quinta divisione del campionato italiano. Al torneo partecipano un numero variabile di squadre, il che è dovuto al fatto che la partecipazione è consentita a tutte le società pallanuotistiche. La suddivisione delle squadre avviene in gironi regionali composti da almeno quattro squadre. Se il numero minimo non viene raggiunto la sezione pallanuotistica della FIN, insieme ai Comitati Regionali, concordano la composizione di gironi interregionali. Al termine della stagione sedici squadre vengono promosse in Serie C.

## Struttura dei campionati
| Livello | Divisione                                                  | Divisione                                                  | Divisione                                                  | Divisione                                                  | Divisione                                                  | Divisione                                                  | Divisione                                                 | Divisione                                                 | Divisione                                                 | Divisione                                                 | Divisione                                                 | Divisione                                                 |
| ------- | ---------------------------------------------------------- | ---------------------------------------------------------- | ---------------------------------------------------------- | ---------------------------------------------------------- | ---------------------------------------------------------- | ---------------------------------------------------------- | --------------------------------------------------------- | --------------------------------------------------------- | --------------------------------------------------------- | --------------------------------------------------------- | --------------------------------------------------------- | --------------------------------------------------------- |
| 1       | Federazione Italiana Nuoto Serie A1 14 squadre             | Federazione Italiana Nuoto Serie A1 14 squadre             | Federazione Italiana Nuoto Serie A1 14 squadre             | Federazione Italiana Nuoto Serie A1 14 squadre             | Federazione Italiana Nuoto Serie A1 14 squadre             | Federazione Italiana Nuoto Serie A1 14 squadre             | Federazione Italiana Nuoto Serie A1 14 squadre            | Federazione Italiana Nuoto Serie A1 14 squadre            | Federazione Italiana Nuoto Serie A1 14 squadre            | Federazione Italiana Nuoto Serie A1 14 squadre            | Federazione Italiana Nuoto Serie A1 14 squadre            | Federazione Italiana Nuoto Serie A1 14 squadre            |
| 2       | Federazione Italiana Nuoto Serie A2 Girone Nord 12 squadre | Federazione Italiana Nuoto Serie A2 Girone Nord 12 squadre | Federazione Italiana Nuoto Serie A2 Girone Nord 12 squadre | Federazione Italiana Nuoto Serie A2 Girone Nord 12 squadre | Federazione Italiana Nuoto Serie A2 Girone Nord 12 squadre | Federazione Italiana Nuoto Serie A2 Girone Nord 12 squadre | Federazione Italiana Nuoto Serie A2 Girone Sud 12 squadre | Federazione Italiana Nuoto Serie A2 Girone Sud 12 squadre | Federazione Italiana Nuoto Serie A2 Girone Sud 12 squadre | Federazione Italiana Nuoto Serie A2 Girone Sud 12 squadre | Federazione Italiana Nuoto Serie A2 Girone Sud 12 squadre | Federazione Italiana Nuoto Serie A2 Girone Sud 12 squadre |
| 3       | Federazione Italiana Nuoto Serie B Girone A 10 squadre     | Federazione Italiana Nuoto Serie B Girone A 10 squadre     | Federazione Italiana Nuoto Serie B Girone A 10 squadre     | Federazione Italiana Nuoto Serie B Girone B 10 squadre     | Federazione Italiana Nuoto Serie B Girone B 10 squadre     | Federazione Italiana Nuoto Serie B Girone B 10 squadre     | Federazione Italiana Nuoto Serie B Girone C 10 squadre    | Federazione Italiana Nuoto Serie B Girone C 10 squadre    | Federazione Italiana Nuoto Serie B Girone C 10 squadre    | Federazione Italiana Nuoto Serie B Girone D 10 squadre    | Federazione Italiana Nuoto Serie B Girone D 10 squadre    | Federazione Italiana Nuoto Serie B Girone D 10 squadre    |
| 4       | Federazione Italiana Nuoto Serie C 82 squadre              | Federazione Italiana Nuoto Serie C 82 squadre              | Federazione Italiana Nuoto Serie C 82 squadre              | Federazione Italiana Nuoto Serie C 82 squadre              | Federazione Italiana Nuoto Serie C 82 squadre              | Federazione Italiana Nuoto Serie C 82 squadre              | Federazione Italiana Nuoto Serie C 82 squadre             | Federazione Italiana Nuoto Serie C 82 squadre             | Federazione Italiana Nuoto Serie C 82 squadre             | Federazione Italiana Nuoto Serie C 82 squadre             | Federazione Italiana Nuoto Serie C 82 squadre             | Federazione Italiana Nuoto Serie C 82 squadre             |
| 5       | Federazione Italiana Nuoto Promozione                      | Federazione Italiana Nuoto Promozione                      | Federazione Italiana Nuoto Promozione                      | Federazione Italiana Nuoto Promozione                      | Federazione Italiana Nuoto Promozione                      | Federazione Italiana Nuoto Promozione                      | Federazione Italiana Nuoto Promozione                     | Federazione Italiana Nuoto Promozione                     | Federazione Italiana Nuoto Promozione                     | Federazione Italiana Nuoto Promozione                     | Federazione Italiana Nuoto Promozione                     | Federazione Italiana Nuoto Promozione                     |